# 356 (1982)
356 – kubańska fregata radzieckiego projektu 1159T (w kodzie NATO: Koni II), z końcowego okresu zimnej wojny. Nosiła numer burtowy 356. Wodowana w 1982 roku, weszła do służby w Rewolucyjnej Marynarce Wojennej Kuby w 1984 roku. Wycofana ze służby w 1996 roku, po czym zatopiona jako wrak do nurkowania.

## Budowa
Fregata o numerze burtowym 356 (nazwa nieznana) była drugą z trzech jednostek radzieckiego projektu 1159T (w kodzie NATO: Koni II) zbudowanych dla Kuby na przełomie lat 70/80. XX wieku. Stanowiły one typ małych fregat rakietowych budowanych w ZSRR wyłącznie na eksport dla zaprzyjaźnionych państw. Odmiana projektu 1159T stanowiła wariant tropikalny okrętów, przystosowany do służby w ciepłym klimacie.
Stępkę pod budowę okrętu położono 24 kwietnia 1981 roku w stoczni nr 340 im. Gorkiego w Zielenodolsku, pod numerem stoczniowym 253, a kadłub wodowano 31 lipca 1982 roku. Zgodnie z radziecką praktyką, po ukończeniu tymczasowo wcielono ją do służby w marynarce ZSRR 17 sierpnia 1983 roku pod radzieckim oznaczeniem SKR-471 i przypisano do Floty Bałtyckiej.

## Opis

### Skrócony opis ogólny
Okręt miał kadłub gładkopokładowy, stalowy, z nadbudówką na śródokręciu ze stopów lekkich. Na pokładzie dziobowym i rufowym umieszczone były pojedyncze wieże artylerii uniwersalnej, a na pokładówce przed rufową wieżą, wysuwana wyrzutnia rakiet przeciwlotniczych Osa-M. Wyporność standardowa wynosiła 1520 ton, a pełna 1673 tony. Długość wynosiła 96,51 m, szerokość 12,56 m, a zanurzenie maksymalne 5,47 m. Załoga liczyła 108 osób.
Siłownia była w układzie CODAG i składała się z dwóch marszowych silników wysokoprężnych 68W o mocy łącznej 16 000 KM, napędzających dwie śruby, oraz turbiny gazowej mocy szczytowej M-8G o mocy 20 000 KM, napędzającej środkową śrubę. Napęd pozwalał na osiągnięcie prędkości maksymalnej 29 węzłów oraz zasięgu 4000 mil morskich przy prędkości ekonomicznej 14 w lub 1900 Mm przy prędkości maksymalnej.

### Uzbrojenie i wyposażenie
Główne uzbrojenie artyleryjskie stanowiły cztery armaty uniwersalne kalibru 76 mm w dwóch dwudziałowych wieżach AK-726, z zapasem 1200 nabojów. Ich ogniem kierował radar artyleryjski MR-105 Turiel. Uzbrojenie artyleryjskie uzupełniały cztery działka przeciwlotnicze kalibru 30 mm w dwóch dwudziałowych wieżach AK-230, sprzężone z radarem kierowania ogniem MR-104 Ryś. Uzbrojenie rakietowe stanowiła dwuprowadnicowa wyrzutnia ZIF-122 dla rakiet przeciwlotniczych bliskiego zasięgu systemu Osa-M, z zapasem 20 pocisków 9M33.
Do zwalczania okrętów podwodnych służyły dwie dwunastoprowadnicowe wyrzutnie rakietowych bomb głębinowych RBU-6000 Smiercz-2, z zapasem 120 bomb RGB-60. Uzupełniały je dwie zrzutnie dla 12 bomb głębinowych B-1. Okręt mógł zabrać 14 min na torach minowych.
Wyposażenie radiolokacyjne, oprócz systemów kierowania ogniem, stanowiła stacja radiolokacyjna dozoru ogólnego MR-302 i stacja wyszukiwania celów Fut-N. Ponadto okręt miał radar nawigacyjny Don-2. Do wykrywania okrętów podwodnych służyła stacja hydrolokacyjna MG-311 Wyczerga. Okręt miał też wyposażenie walki radioelektronicznej w postaci stację rozpoznawczej Bizań-4B. Do walki elektronicznej służyły nadto dwie szesnastoprowadnicowe wyrzutnie celów pozornych PK-16.

## Służba
Fregata wypłynęła na Kubę z Morza Czarnego jeszcze pod banderą radziecką, jako SKR-471, z tymczasowym numerem burtowym 848. 3 stycznia 1984 roku przeszła przez Bosfor. 8 lutego 1988 roku została wcielona do służby kubańskiej. Nazwa okrętu w służbie kubańskiej nie jest znana w publikacjach, natomiast otrzymał on numer burtowy 356.
Fregata bazowała w Cienfuegos. Informacje o jej służbie nie były ujawniane i nie są bliżej znane w publikacjach. W związku z kryzysem gospodarczym na Kubie, w latach 90. większość jej okrętów utraciła sprawność, a jedna z fregat projektu 1159T została skanibalizowana na części. Po zaledwie dwunastoletniej służbie, fregata została wycofana ze służby w 1996 roku.
Okręt został następnie sprzedany na Kajmany w celu zatopienia jako atrakcja turystyczna. Został tam przemianowany na MV „Captain Keith Tibbetts”, od nazwiska lokalnego polityk i nurka, po czym we wrześniu 1996 roku samozatopiony koło Cayman Brac jako sztuczna rafa i wrak do nurkowania.